# Diversidad sexual en Sudáfrica
La diversidad sexual en Sudáfrica tiene una historia muy particular en cuanto a los aspectos sociales y legales de las personas LGBTI. Esto es un resultado de varias costumbres de Sudáfrica, el colonialismo neerlandés y británico, el Apartheid y el movimiento de los derechos humanos, que fue la causa de la caída del gobierno apartheid. La constitución post-apartheid de Sudáfrica fue la primera constitución del mundo que prohibía la discriminación a los homosexuales. El 1 de diciembre de 2006 Sudáfrica se convirtió en el quinto país del mundo y el primero en África que legalizó el matrimonio igualitario. Un año después, tras un gran debate y una revisión profunda a los delitos sexuales, se logró una edad de consentimiento que fuera igual para heterosexuales y homosexuales a los 16 años. En la actualidad es una de las legislaciones más permisivas del continente africano en materia de derechos LGBT.

## Historia
Con la colonización británica se estableció que en 1872 la sodomía fuese considerado un delito común en Sudáfrica. Este delito consistía en el sexo oral o anal entre hombres. En 1957 se aprobó una ley que prohibía que los hombres participen en cualquier acto erótico mientras hubiera más de dos personas presentes.

### Apartheid
El gobierno del apartheid era hostil a los derechos de los LGBT sudafricanos. La homosexualidad era un delito punible con hasta siete años de prisión; esta ley fue utilizada para acosar y desalentar eventos de la comunidad y activistas políticos. A pesar de la oposición, varias organizaciones LGBT de Sudáfrica se formaron a finales de los setenta, en el momento en que el Partido Nacional Africano reforzó la ley de sodomía (en 1976). Sin embargo, hasta finales de los 80, las organizaciones homosexuales se solían dividir racialmente. La Asociación Gay de Sudáfrica era una organización casi totalmente blanca, que inicialmente evitó tomar posiciones políticas sobre el apartheid, mientras que la organización Rand Gay fue fundada por las dos razas y tomó una posición en contra del sistema racista del apartheid.
Desde 1960 hasta finales de 1980, la Fuerza de Defensa de Sudáfrica obligaba a soldados gais y lesbianas a someterse a diversos tratamientos médicos, para «curar» su orientación sexual. Entre estos tratamientos estaban las operaciones de cambio de sexo.
Actitudes sociales conservadoras hacia ambas poblaciones (blancos y negros) son tradicionalmente poco favorables a la homosexualidad; esas actitudes han continuado hasta hoy en día en la sociedad post-apartheid. De alguna manera, el brote de la epidemia de VIH-SIDA en Sudáfrica obligó a los sudafricanos LGBT a revelar su orientación sexual, con el fin de poder combatir la propagación de la enfermedad y para asegurar que aquellos que estuvieran infectados tuvieran acceso a medicamentos que salvan vidas.

### Después delapartheid
En 1994, se legalizó el acto sexual entre dos hombres, pero no entre dos mujeres. Se llegó a un consenso para fijar la edad de consentimiento a los 19 años, tanto en el caso hetero, como en el homosexual. En mayo de 1996 África del Sur se convirtió en el primer país en el mundo en proteger los derechos LGBT en su constitución, concretamente en la sección 9 (3), que declara que no se permite la discriminación por raza, género, orientación sexual u otros motivos. Dos años después, la Corte Constitucional de Sudáfrica dictaminó que la ley que prohíbe la conducta homosexual entre adultos que consienten en privado, violaba la Constitución.
En 1998, el Parlamento aprobó la Ley de equidad laboral. La ley protege a los sudafricanos de la discriminación laboral por razones de orientación sexual, entre otras cosas. Con la entrada en vigor de la Ley para la Promoción de la Igualdad y la Prevención de la Discriminación Injusta en 2000, esta protección se extendieron a los lugares públicos y los servicios.
En diciembre del 2005, el Tribunal Constitucional de Sudáfrica dictaminó que era inconstitucional impedir que las personas del mismo sexo se casaran y le dio al Parlamento de Sudáfrica un año para aprobar una legislación que permitiera uniones del mismo sexo. En noviembre de 2006, el Parlamento votó, por 230 votos a favor y 41 en contra, a favor de una ley que permitiera matrimonios civiles del mismo sexo y también permitiera las uniones civiles para parejas no casadas homosexuales y heterosexuales. Sin embargo, los funcionarios públicos y miembros del clero pueden negarse a formalizar las uniones del mismo sexo. No todos los miembros del ANC apoyaron la nueva ley. De hecho, el presidente actual de Sudáfrica, Jacob Zuma, fue uno de sus principales oponentes.
A partir del 1 de enero de 2008, todas las acciones que discriminen a los homosexuales han sido formalmente abolidas. En este año la edad de consentimiento sexual se igualó a los 16 años, sin tomar en cuenta la orientación sexual. También los delitos sexuales se volvieron iguales tanto para mujeres como para hombres.

## Condiciones de vida
Las mujeres lesbianas, especialmente de pequeños pueblos, son frecuentemente víctimas de malos tratos o violaciones. Este acto de violencia ha sido justificado por los hombres diciendo que estas mujeres les causan una amenaza a la autoridad masculina.
Sudáfrica no tiene ninguna ley que castigue a esas personas que agreden a aquellos que son homosexuales. La asociación de África que defiende los derechos de los homosexuales ha levantado muchas quejas contra la policía por no hacerle frente a estos actos de violencia. «ActionAid» es una organización que defiende la educación para los niños, los derechos de las mujeres, la igualdad en géneros, entre otras. “ActionAid” trabaja en más de 40 países; entre estos esta África. “ActionAid”, ha acusado al gobierno en Sudáfrica por ignorar los asesinatos de personas homosexuales y la violación correctiva, la cual está ocurriendo en Sudáfrica. La violación correctiva es cuando un hombre viola a una mujer lesbiana, porque piensan que así la van a “curar” y va a dejar de ser homosexual. Y aunque sí hay mucha violencia contra los homosexuales en Sudáfrica, hay lugares como Ciudad del Cabo, Durban, entre otras, donde las personas homosexuales son aceptadas. En estas ciudades los homosexuales tienen una vida muy movida; hay muchas actividades culturales, deportivas, entre otras. Hay muchos canales que se enfocan en vida homosexual. Gracias a estos lugares, que son considerados los lugares más amistosos hacia los homosexuales, hay gran turismo por parte personas homosexuales. Estos lugares tienen una actitud amistosa hacia los homosexuales, hay muchas compañías que contratan a personas homosexuales, usando también a estas personas en campañas de publicidad. También hay muchos sitios religiosos, los cuales apoyan a la homosexualidad, pero esto no quita que muchos otros estén en contra de este pensamiento.

### Migración LGBT
Se puede apreciar una tendencia por parte de personas LGBT a emigrar hacia las grandes ciudades dentro del país, donde existe un ambiente más favorable hacia la homosexualidad. Sudáfrica es un país receptor de inmigrantes LGBT extranjeros, quienes en su mayoría solicitan asilo humanitario desde otros países del continente donde son víctimas de homofobia a través de persecución, delitos de odio o incluso escapando de condenas donde la homosexualidad se encuentra criminalizada.